# Sézanne
Sézanne ist eine französische Gemeinde mit 4679 Einwohnern (Stand 1. Januar 2022) im Département Marne in der Region Grand Est. Sie gehört zum Arrondissement Épernay und zum Kanton Sézanne-Brie et Champagne.

## Geografie
Sézanne liegt etwa 70 Kilometer südsüdwestlich von Reims und 110 Kilometer östlich von Paris. Die Gemeinde nimmt eine Fläche von 22,83 km² ein.
Sézanne ist Namensgeber der Côte de Sézanne. Diese bildet einen Sektor im Südosten der innersten Schichtstufe des Pariser Beckens, der Côte de l'Île-de-France. Während die Höhenlage über der Schichtufe (214 m) Waldflächen aufweist und vom Oberlauf des Flusses Grand Morin nach Westen entwässert wird, sind auf den unvermittelt in allgemeiner Ostsüdostrichtung bis auf 104 m abfallenden Hanglagen vielfach Weinberge angelegt worden, inmitten derer der Ort in einem Talkessel liegt. Die Côte de Sézanne bildet eine Region im Weinbaugebiet Champagne. 
Mit einer Ortsumgehung führt die Route nationale 4 durch das Gebiet von Sézanne und quert hier die Côte de l'Île-de-France. 12 km südöstlich liegt der Flugplatz Marigny-le-Grand.

## Geschichte
Im Ancien Régime war Sézanne Sitz eines Bailli, der der Généralité de Châlons unterstand.

### Bevölkerungsentwicklung
| Jahr                       | 1962 | 1968 | 1975 | 1982 | 1990 | 1999 | 2008 | 2018 |
| -------------------------- | ---- | ---- | ---- | ---- | ---- | ---- | ---- | ---- |
| Einwohner                  | 5300 | 5727 | 6201 | 6048 | 5829 | 5585 | 5187 | 4756 |
| Quellen: Cassini und INSEE |      |      |      |      |      |      |      |      |

## Sehenswürdigkeiten

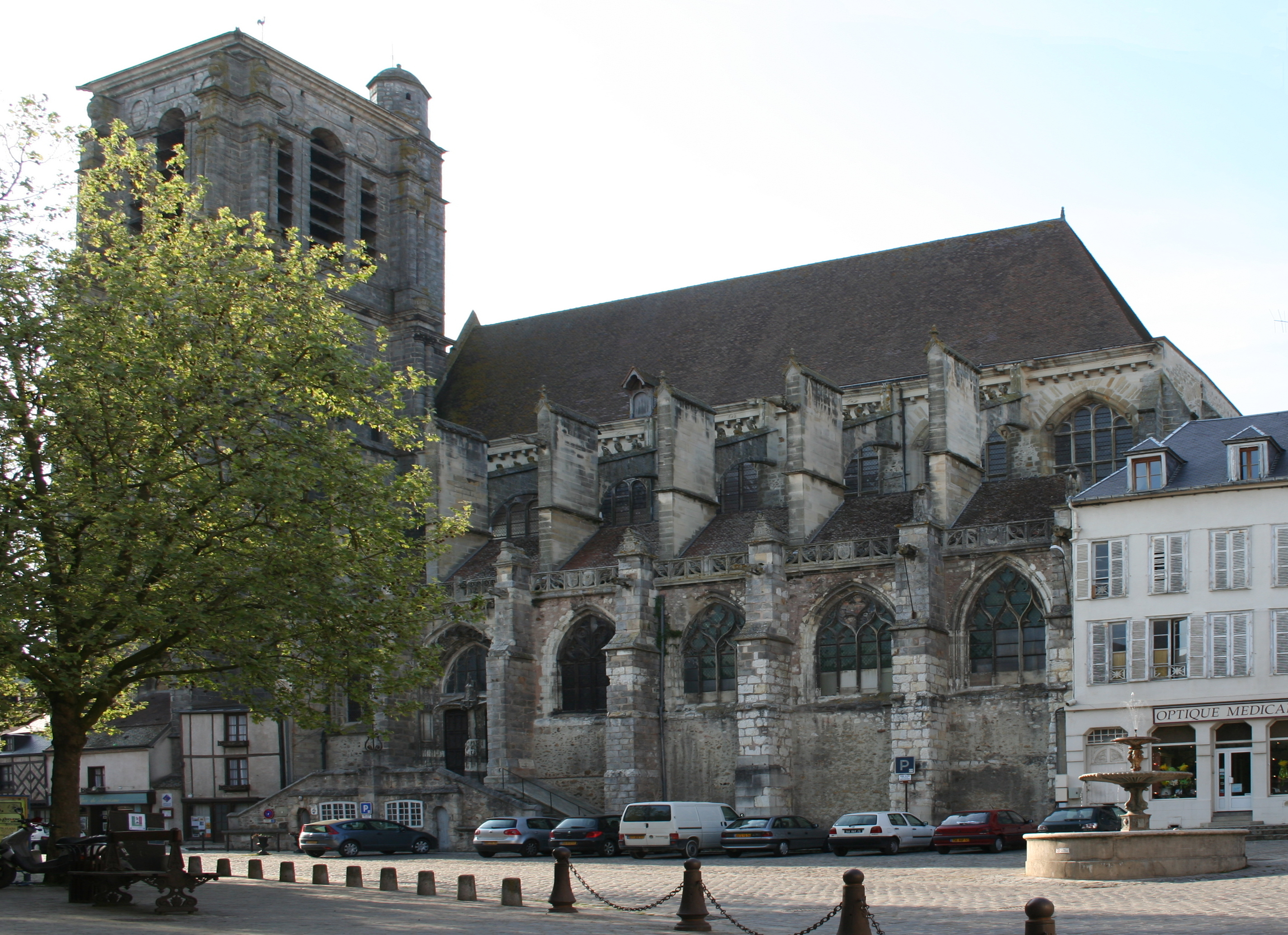
Kirche Saint-Denis

- Kirche Saint-Denis

## Persönlichkeiten
- Leonie Aviat (1844–1914), Ordensschwester, 2001 heiliggesprochen
- Jean Levaillant (1794–1871), General, Sohn des Forschers François Levaillant
- Raymond Marcellin (1914–2004), Politiker
- Mellon de Jolly (1795–1872), Erzbischof von Sens
- Henry Claude Robert Napias (1842–unbekannt), Direktor des Assistance Publique in Paris
- Jacques-Alexis Thuriot de la Rozière (1753–1829), Politiker
- Alexis Eugène Thuriot de La Rosière (1807–1876), dessen Sohn
- Emile Gastebois (1853–1882), Lithograph
- Dieudonné Auguste Lancelot (1822–1894), Lithograph
- Claude Louis Langlois genannt Langlois de Sézanne (1757–1845), Maler
- Claude François (Frère Luc) (1615–1685), Maler
- Louis Hector Pron (1817–1902), Maler
- Charles Demars (1702–1774), Organist und Komponist
- Jean-Odéo Demars (1695–1756), Organist, Cembalist und Komponist

## Gemeindepartnerschaft
- Malsch in Deutschland, seit 1967
- Spalding im Vereinigten Königreich